# Celtis laevigata

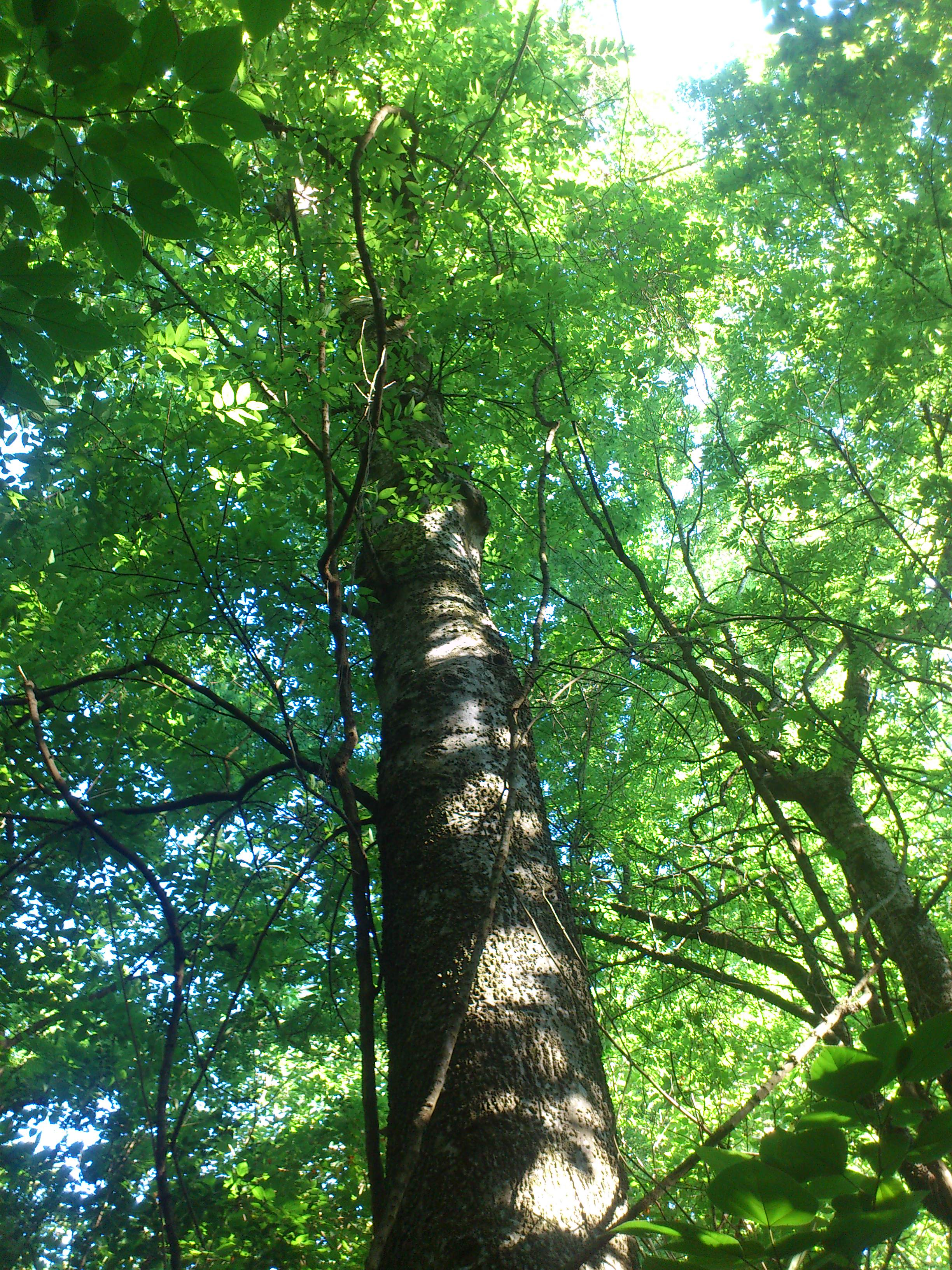
Celtis laevigata, Sudeste da Louisiana.

Celtis laevigata é uma árvore de tamanho médio nativa da América do Norte, facilmente confundida com a amora comum ( C. occidentalis) onde a sua distribuição se sobrepõe. A C. laevigata tem folhas mais estreitas com margens mais lisas, os bagos são mais sumarentos e doces e a casca é menos cortiça. As espécies também podem ser distinguidas pelo habitat: onde as áreas de distribuição se sobrepõem, a C. laevigata ocorre principalmente em zonas de planalto, enquanto a C. laevigata ocorre principalmente em zonas de fundo.
A área de distribuição desta espécie estende-se desde o sudeste dos Estados Unidos, a oeste do Texas e a sul do nordeste do México. Também se encontra na ilha das Bermudas.

## Ecologia
A C. laevigata ocorre principalmente ao longo de córregos e em solos úmidos em planícies de inundação. Seu fruto adocicado é consumido por pássaros e roedores, ajudando a dispersar as sementes. As folhas são consumidas por vários insetos, como, por exemplo, lagartas da mariposa Automeris io.
A serrapilheira da C. laevigata contém substâncias químicas alelopáticas que inibem a germinação de sementes e o crescimento de muitas outras espécies de plantas.

## Cultivo e usos
A C. laevigata misturada com a C. occidentalis fornece a madeira conhecida como hackberry. Pequenas quantidades são usadas para estoque de dimensões, laminados [en] e contêineres, mas o principal uso da madeira de C. laevigata é para móveis. A madeira de cor clara pode receber um acabamento de marrom-claro a médio que, em outras madeiras, deve ser obtido por meio de branqueamento, além de também ser usada para produzir artigos esportivos e compensados.
A C. laevigata é frequentemente plantada como uma árvore de sombra em sua área de distribuição. Ela se adapta bem às áreas urbanas; seu formato semelhante ao do olmo e sua casca verrucosa a tornam uma árvore atraente para o paisagismo.

## Galeria

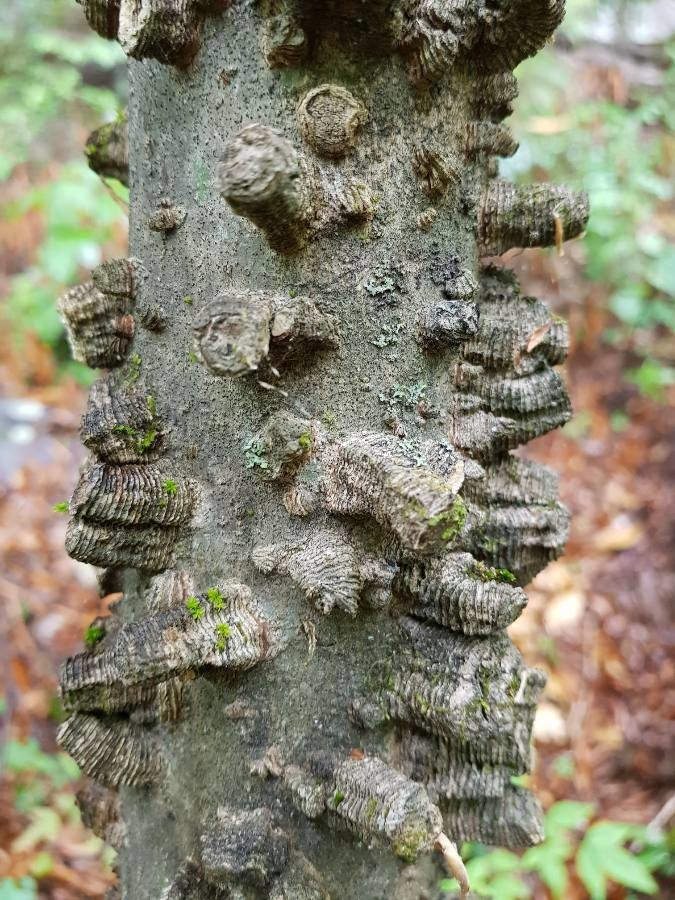
Casca
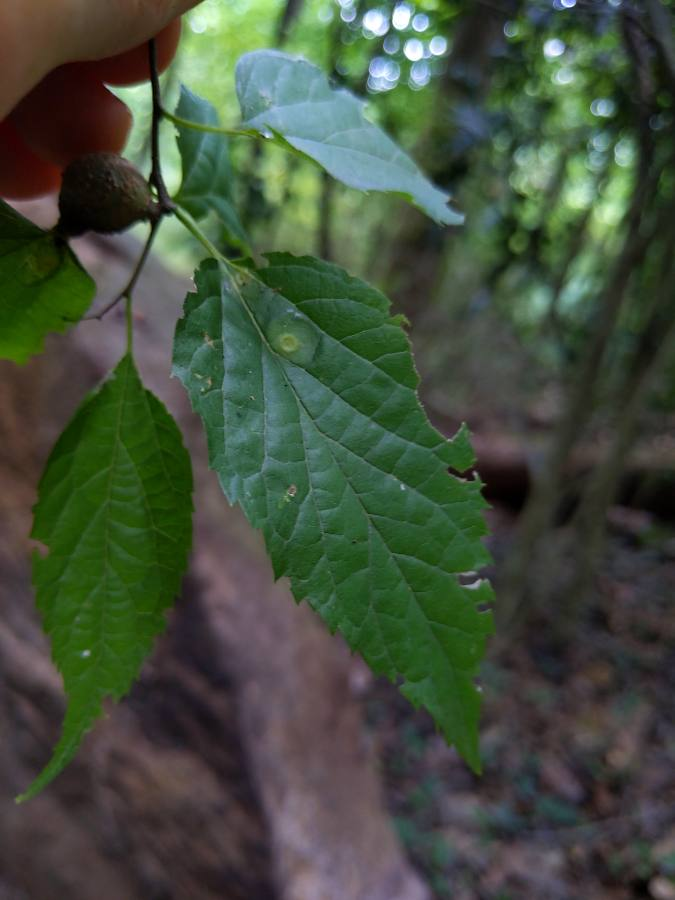
Folha
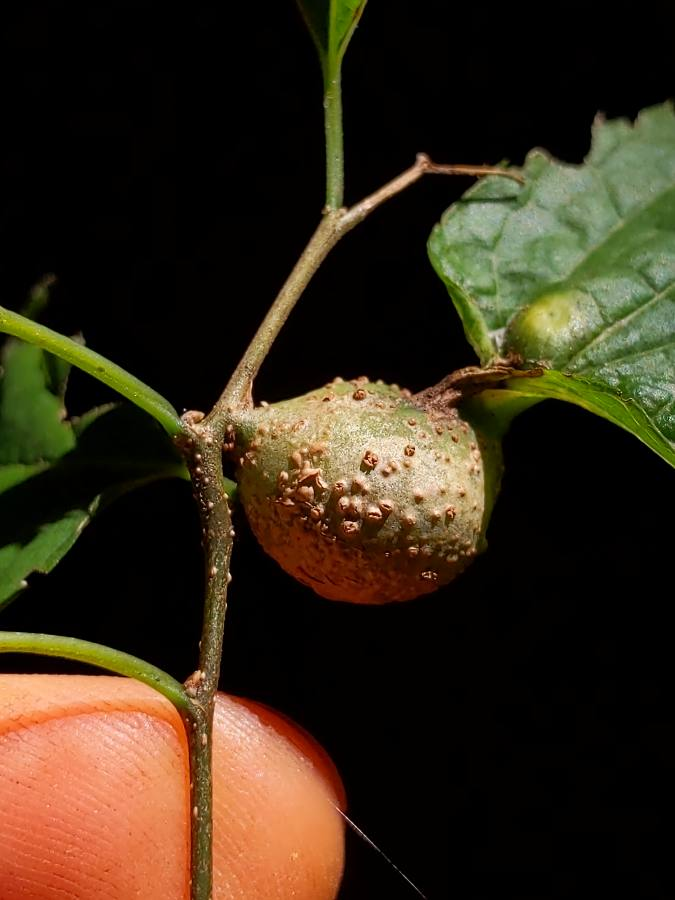
Galha